# Траво (річка)
Траво (фр. Travo корс. Travu) — річка Корсики (Франція). Довжина 32,5 км, витік знаходиться на висоті 1 743 метрів над рівнем моря на східних схилах гірського каскаду Монте Інкудіне ( Monte Incudine) (2134 м). Впадає в Тірренське море.
Протікає через комуни: Цикаво, Коццано, Вентізері, Куенца Кіза Соларо і тече територією двох департаментів: Верхня Корсика, Південна Корсика та їх кантонами: Цикаво (Zicavo), Таллано-Скопамене (Tallano-Scopamène), Прунеллі-ді-Фьюм'орбу (Prunelli-di-Fiumorbo).